# Όrοs Όthrys, Vouna Gkouras kai faraggi Palaiοkerasias
Όrοs Όthrys, Vouna Gkouras kai faraggi Palaiοkerasias este o arie protejată (arie de protecție specială avifaunistică — SPA) din Grecia întinsă pe o suprafață de 31.234,4 ha, integral pe uscat.

## Localizare
Centrul sitului Όrοs Όthrys, Vouna Gkouras kai faraggi Palaiοkerasias este situat la coordonatele 39°03′23″N 22°39′04″E / 39.056272°N 22.651024°E.

## Înființare
Situl Όrοs Όthrys, Vouna Gkouras kai faraggi Palaiοkerasias a fost declarat arie de protecție specială avifaunistică în ianuarie 2008 pentru a proteja 31 de specii de animale.

## Biodiversitate
Situată în ecoregiunea mediteraneană, aria protejată nu include niciun habitat protejat.
La baza desemnării sitului se află mai multe specii protejate de  păsări (31): uliu cu picioare scurte (Accipiter brevipes), ciocârlie-de-câmp (Alauda arvensis), fâsă-de-câmp (Anthus campestris), lăstunul mare (Apus apus), buha (Bubo bubo), șorecarul comun (Buteo buteo), caprimulg (Caprimulgus europaeus), șerpar (Circaetus gallicus), erete vânăt (Circus cyaneus), erete alb (Circus macrourus), lăstun de casă (Delichon urbicum), ciocănitoare cu spate alb (Dendrocopos leucotos), ciocănitoare de grădină (Dendrocopos syriacus), ciocănitoare neagră (Dryocopus martius), presură de grădină (Emberiza hortulana), Falco eleonorae, șoim călător (Falco peregrinus), vânturel de seară (Falco vespertinus), muscar-gulerat (Ficedula albicollis), Ficedula semitorquata, rândunică (Hirundo rustica), sfrâncioc roșiatic (Lanius collurio), Leiopicus medius, ciocârlie de pădure (Lullula arborea), prigoare (Merops apiaster), grangur (Oriolus oriolus), vrabie negricioasă (Passer hispaniolensis), viespar (Pernis apivorus), ciocănitoare verzuie (Picus canus), turturică (Streptopelia turtur), Tachymarptis melba.
Pe lângă speciile protejate, pe teritoriul sitului au mai fost identificate 2 specii de păsări.